# Basilicata vasútállomásainak listája

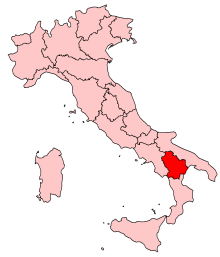
Basilicata elhelyezkedése Olaszországban

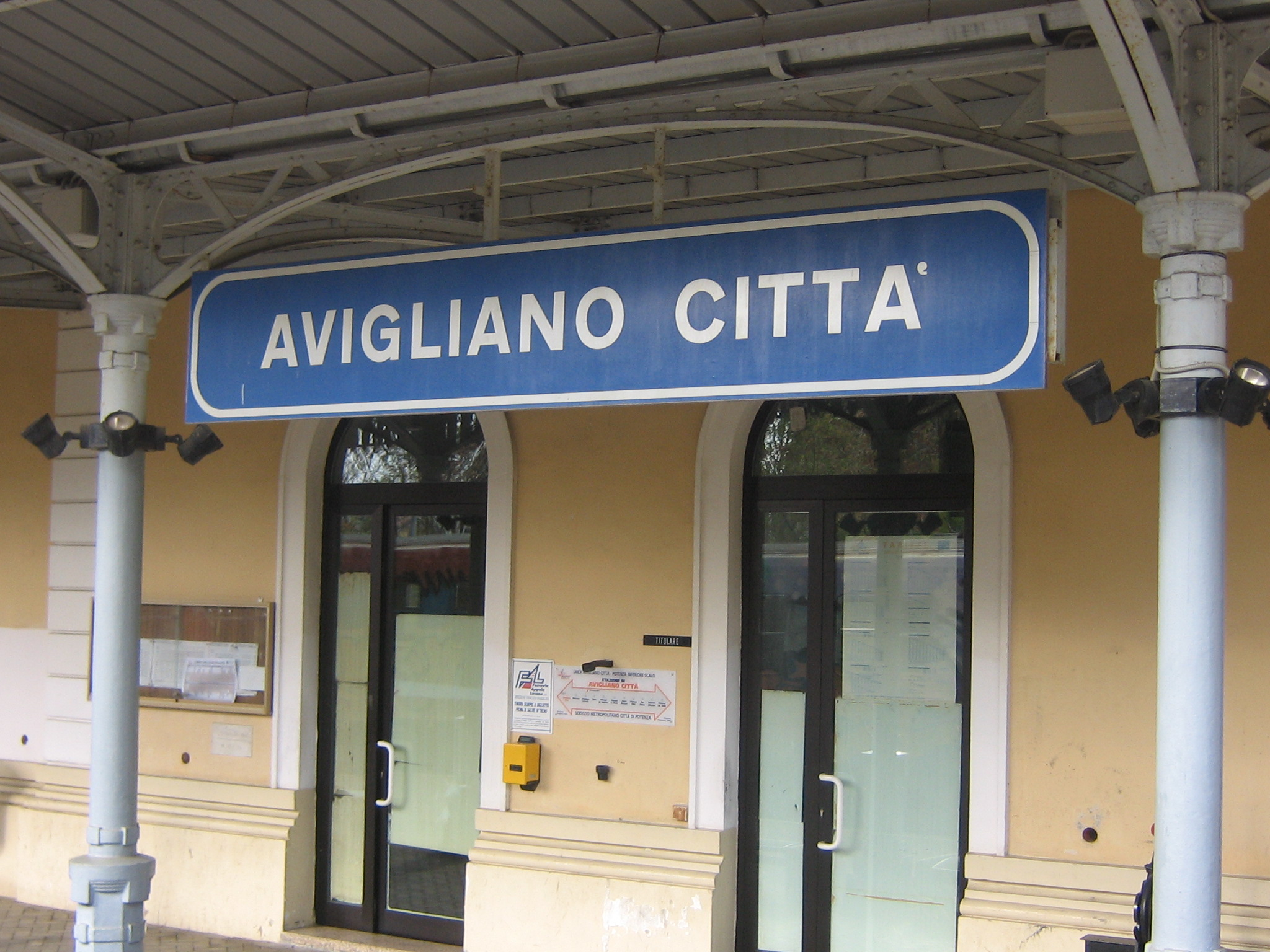
Stazione di Avigliano Città

Ez a lista az olasz Basilicata régió vasútállomásait sorolja fel ábécé sorrendben.

## A lista
| Állomás neve                                  | Cím                        | Közigazgatási egység | Megye | Hálózat       | Kategória |
| --------------------------------------------- | -------------------------- | -------------------- | ----- | ------------- | --------- |
| Stazione di Acquafredda                       | Via Villa                  | Maratea              | PZ    | RFI           | bronz     |
| Stazione di Albano di Lucania                 | Via Scalo FS               | Albano di Lucania    | PZ    | RFI           | bronz     |
| Stazione di Avigliano Lucania                 | Contrada Lavangone         | Avigliano Scalo      | PZ    | RFI           | bronz     |
| Stazione di Balvano-Ricigliano                | Contrada Stazione          | Balvano              | PZ    | RFI           | bronz     |
| Stazione di Baragiano-Ruoti                   | Via Appia                  | Baragiano            | PZ    | RFI           | bronz     |
| Stazione di Barile                            | Largo Stazione             | Barile               | PZ    | RFI           | bronz     |
| Stazione di Bella-Muro                        | Via Appia                  | Bella                | PZ    | RFI           | bronz     |
| Stazione di Bernalda                          | Scalo FerroViario          | Bernalda             | MT    | RFI           | bronz     |
| Stazione di Castel Lagopesole                 | Strada Statale 93 Km 94    | Castel Lagopesole    | PZ    | RFI           | bronz     |
| Stazione di Ferrandina                        | Via Scalo FS               | Ferrandina           | MT    | RFI           | bronz     |
| Stazione di Filiano                           |                            | Filiano              | PZ    | RFI           | bronz     |
| Stazione di Forenza                           | Contrada Scalo Forenza     | Forenza              | PZ    | RFI           | bronz     |
| Stazione di Franciosa                         | loc. Franciosa             | Baragiano            | PZ    | RFI           | bronz     |
| Stazione di Grassano-Garaguso-Tricarico       | Via Scalo FS               | Grassano             | MT    | RFI           | bronz     |
| Stazione di Maratea                           | Via Profiti                | Maratea              | PZ    | RFI           | ezüst     |
| Stazione di Marconia                          |                            | Pisticci             | MT    | RFI           | bronz     |
| Stazione di Marina di Maratea                 | Via Marina S. Teresa       | Maratea              | PZ    | RFI           | bronz     |
| Stazione di Melfi                             | Largo Stazione             | Melfi                | PZ    | RFI           | ezüst     |
| Stazione di Metaponto                         | Via Borgo - Scalo FS       | Metaponto            | MT    | RFI           | ezüst     |
| Stazione di Nova Siri-Rotondella              | Via Mare Scalo FS          | Nova Siri            | MT    | RFI           | bronz     |
| Stazione di Picerno                           | Via Giacinto Albini        | Picerno              | PZ    | RFI           | bronz     |
| Stazione di Pietragalla                       | Via Scalo Pietragalla      | Pietragalla          | PZ    | RFI           | bronz     |
| Stazione di Pisticci                          | Via Stazione               | Pisticci             | MT    | RFI           | bronz     |
| Stazione di Policoro-Tursi                    | Via Lido                   | Policoro             | MT    | RFI           | bronz     |
| Stazione di Possidente                        | Frazione di Possidente     | Possidente           | PZ    | RFI           | bronz     |
| Stazione di Potenza Centrale                  | Piazzale Guglielmo Marconi | Potenza              | PZ    | Centostazioni | arany     |
| Stazione di Potenza Macchia Romana            | Contrada Macchia Romana    | Potenza              | PZ    | RFI           | bronz     |
| Stazione di Potenza Superiore                 | Viale Sicilia              | Potenza              | PZ    | RFI           | ezüst     |
| Stazione di Potenza Università                | Via La Marmora             | Potenza              | PZ    | RFI           | bronz     |
| Stazione di Rionero-Atella-Ripacandida        | Via Stazione               | Rionero in Vulture   | PZ    | RFI           | ezüst     |
| Stazione di S.Nicola di Melfi                 | Frazione S.Nicola di Melfi | Melfi                | PZ    | RFI           | bronz     |
| Stazione di Salandra-Grottole                 | Via Scalo FerroViario      | Salandra             | MT    | RFI           | bronz     |
| Stazione di Scanzano Jonico-Montalbano Jonico | Piazza Verdi               | Scanzano Jonico      | MT    | RFI           | bronz     |
| Stazione di Tiera                             |                            | Potenza              | PZ    | RFI           | bronz     |
| Stazione di Tito                              | Tito Scalo S.P.95          | Tito                 | PZ    | RFI           | bronz     |
| Stazione di Trivigno                          | Via Scalo FerroViario      | Trivigno             | PZ    | RFI           | bronz     |